# Yarra (fleuve)
Pour les articles homonymes, voir Yarra.
Le Yarra est un fleuve situé dans le sud de l'État de Victoria, en Australie. La ville de Melbourne a été fondée sur son cours, à son embouchure avec l'océan Indien dans la baie de Port Phillip.

## Étymologie
Le peuple Wurundjeri, qui occupait la vallée du Yarra avant la colonisation britannique, l'appelait Birrarung. En 1835, John Helder Wedge de la Port Phillip Association, lui a donné le nom de Yarra Yarra car il avait la conviction qu'il s'agissait du nom que les aborigènes d'Australie donnaient au fleuve. Wedge a écrit:

« En arrivant face à la rivière, les deux indigènes qui étaient avec moi pointèrent le fleuve et crièrent « Yarra, Yarra », ce que j'imaginais à l'époque comme étant son nom. Mais, par la suite, j'ai appris que ces mots désignaient une chute d'eau, car ils ont crié la même chose à proximité d'une petite chute de la rivière Werribee, alors que nous la traversions lors de notre retour vers Indented Head. »

— John Helder Wedge

## Géographie
Il naît sur les pentes du mont Gregory, à l'est de Warburton dans les Eastern Highlands du Victoria et a un parcours de 242 km vers l'ouest avant de se jeter dans la baie de Port Phillip.
Son débit est alimenté par les chutes de neige et c'est d'ailleurs le fleuve le plus occidental du pays à être alimenté de cette manière.
Son bassin versant s'étend sur environ 4 000 km2.
Le cours inférieur du Yarra traverse les quartiers nord-est et le centre de Melbourne, avec un débit moyen de 22,8 mètres cubes par seconde.
Parmi les principaux affluents du Yarra, on trouve les rivières Plenty, Merri Creek, Darebin Creek, Gardiners Creek, Koonung Creek et Moonee Ponds Creek.
À l'origine[Quand ?], le Yarra était un affluent du Maribyrnong[réf. souhaitée].

## Pollution
La plupart des zones du fleuve passant par des centres métropolitains subissent une contamination provenant des décharges de déchets industriels et domestiques, et ce depuis la colonisation de Melbourne. D'importantes améliorations ont été menées au XXe siècle et, depuis les années 1980, un effort concerté pour nettoyer la rivière a permis de réduire sensiblement la pollution, mais pas suffisamment pour permettre la baignade en aval des chutes de Dights Falls[réf. souhaitée].
À l'heure actuelle, les principales sources de pollution sont les déjections canines, les huiles de vidange et les autres déchets urbains qui sont emportés par la pluie, puis rejetés dans le cours de la rivière. En outre, les eaux usées provenant de tuyaux d'égout cassés, d'égouts illégaux et des débordements dus à la pluie seraient les principales sources de contamination bactérienne avec des niveaux élevés de présence en E. coli,,.

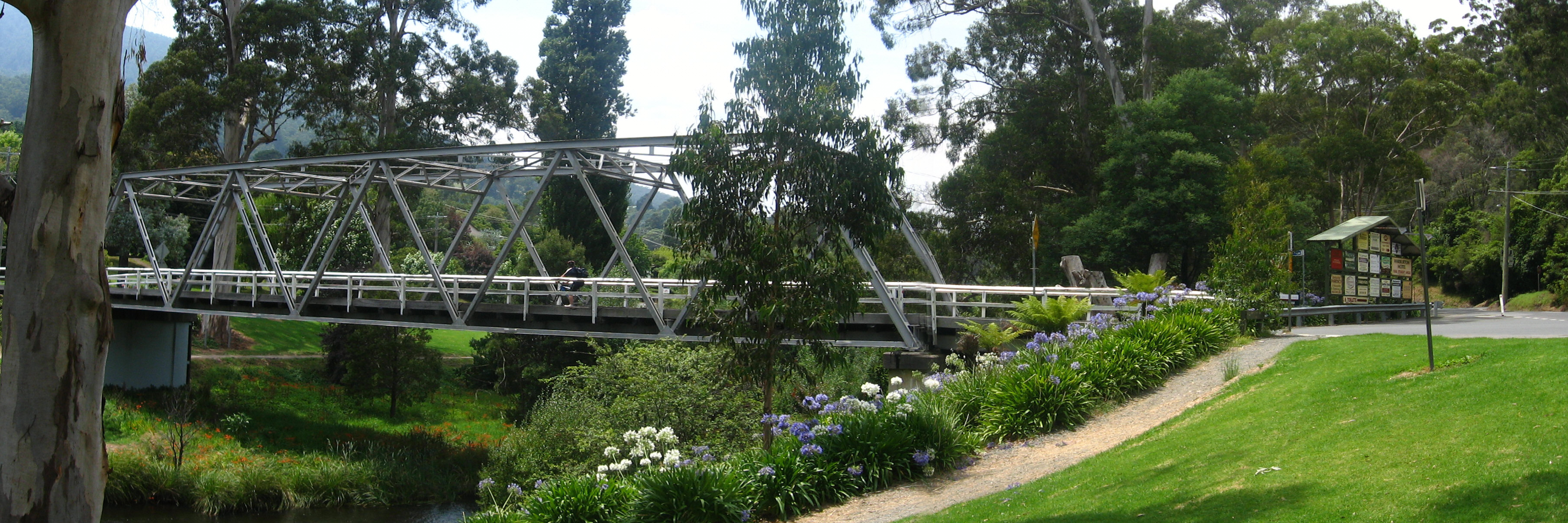
Le pont Brisbane sur le Yarra à Warburton.

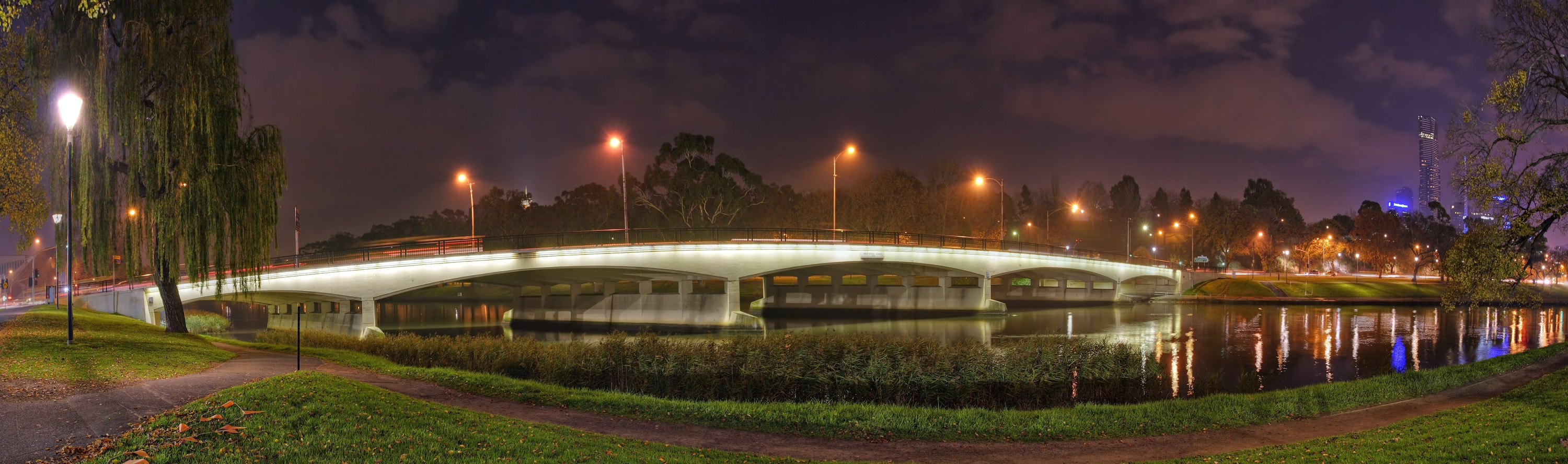
Le pont de Swan Street traversant le Yarra, avec sur la berge opposée le Rod Laver Arena, la Eureka Tower et la ville de Southbank au sein de Kings Domain et des Jardins botaniques royaux.

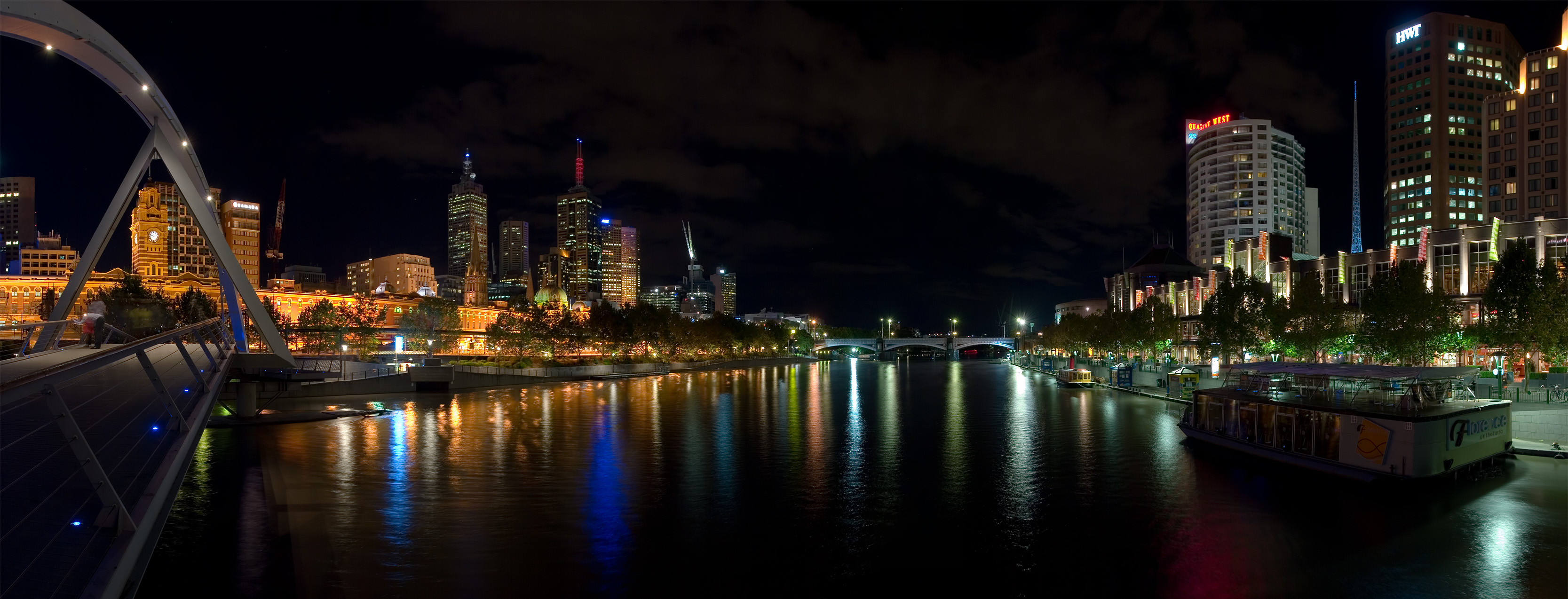
Le Yarra la nuit dans le centre-ville de Melbourne.

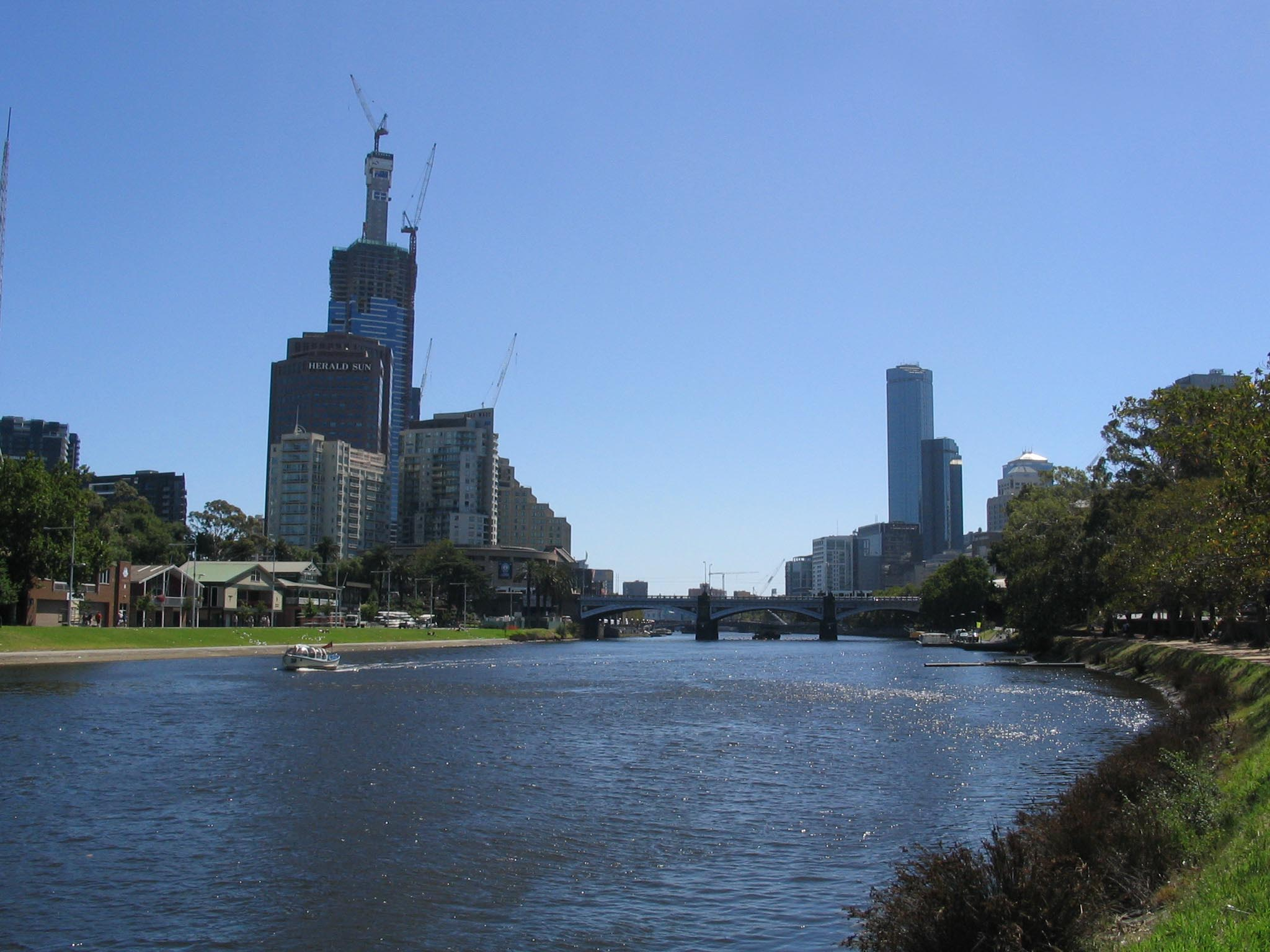
Le fleuve en aval de Melbourne
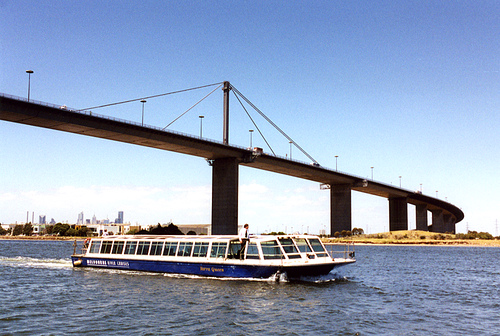
Le pont Westgate
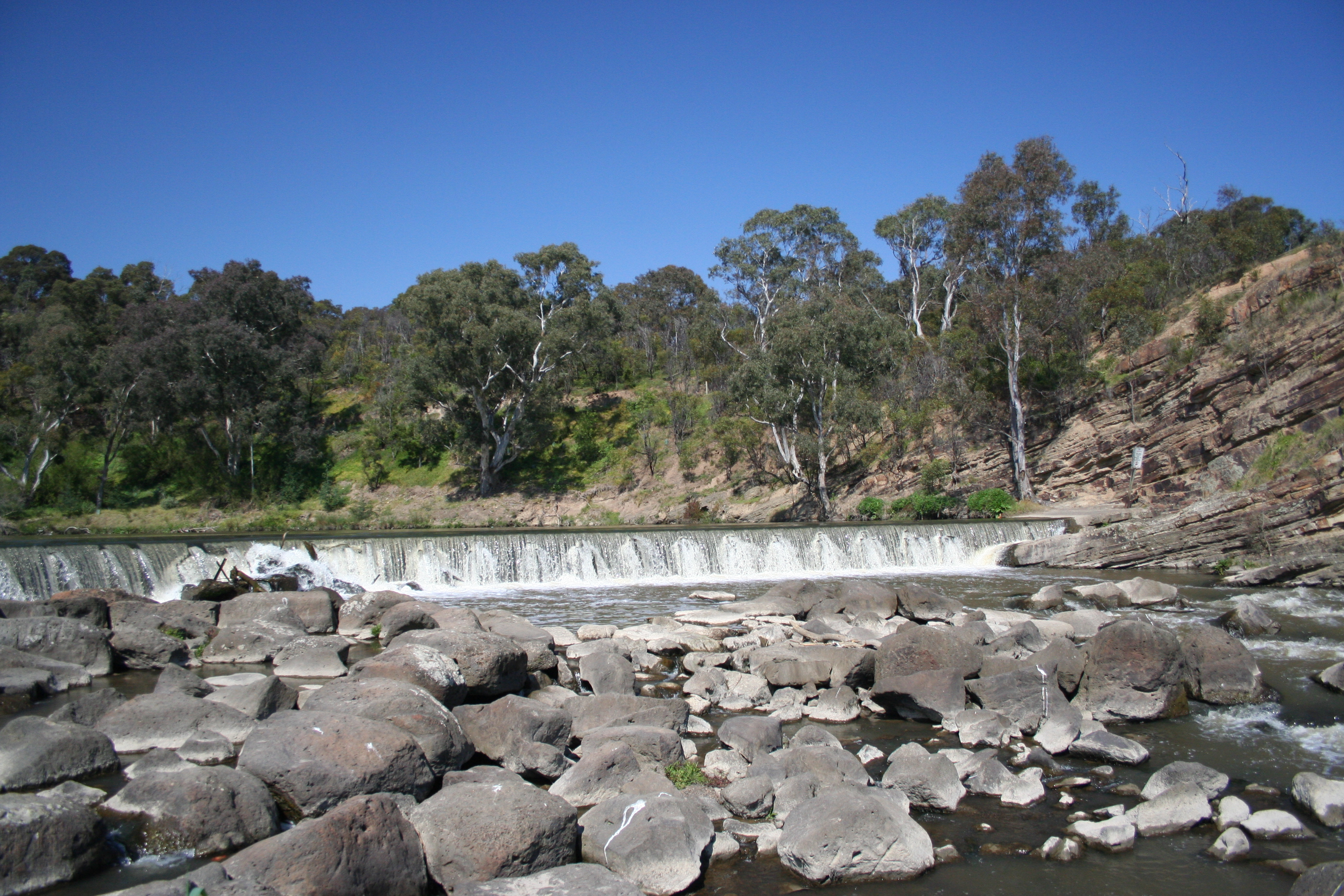
Les chutes de Dights, dans le park de Yarra Bend
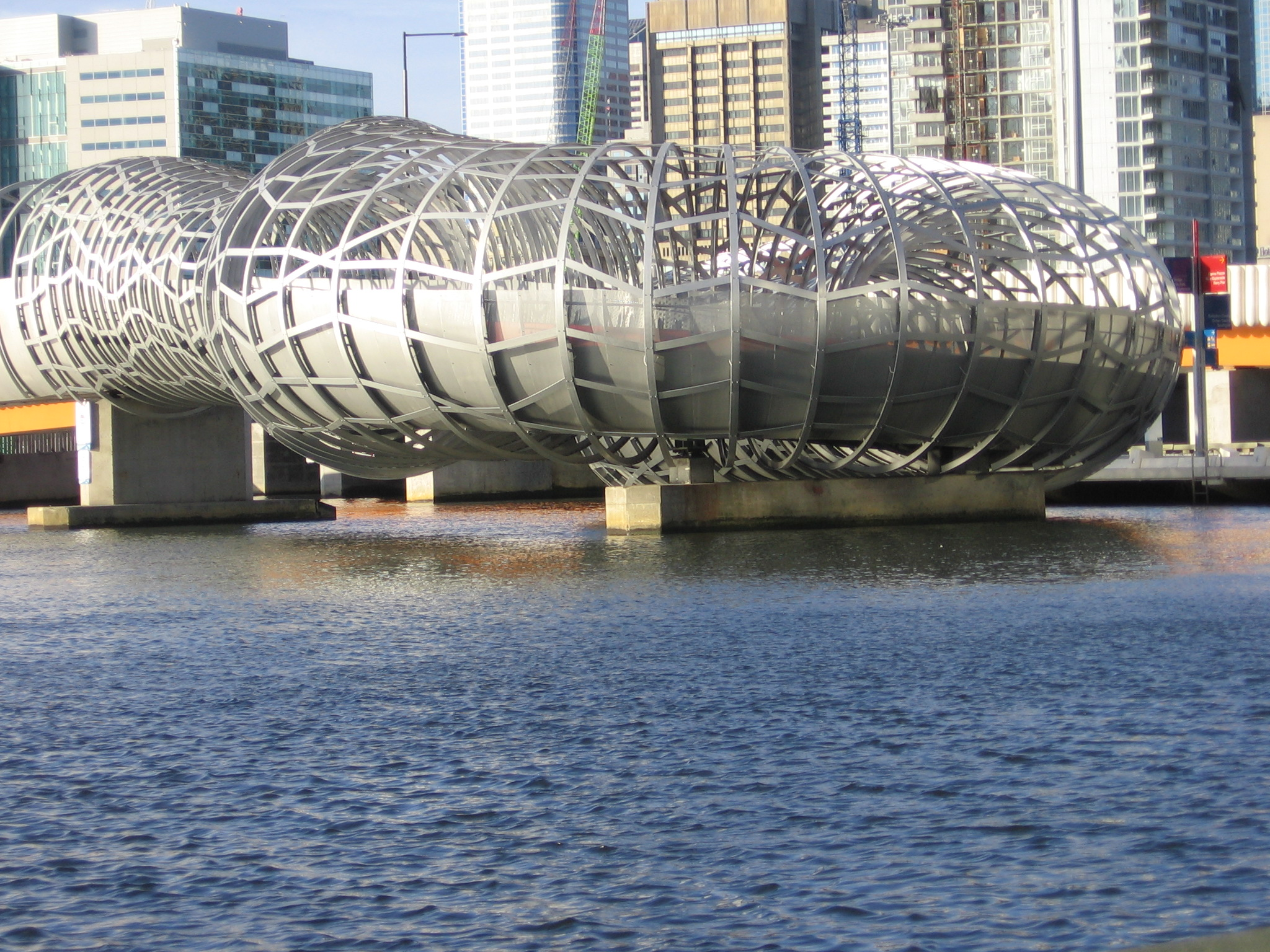
Le pont Webb vu depuis la marina
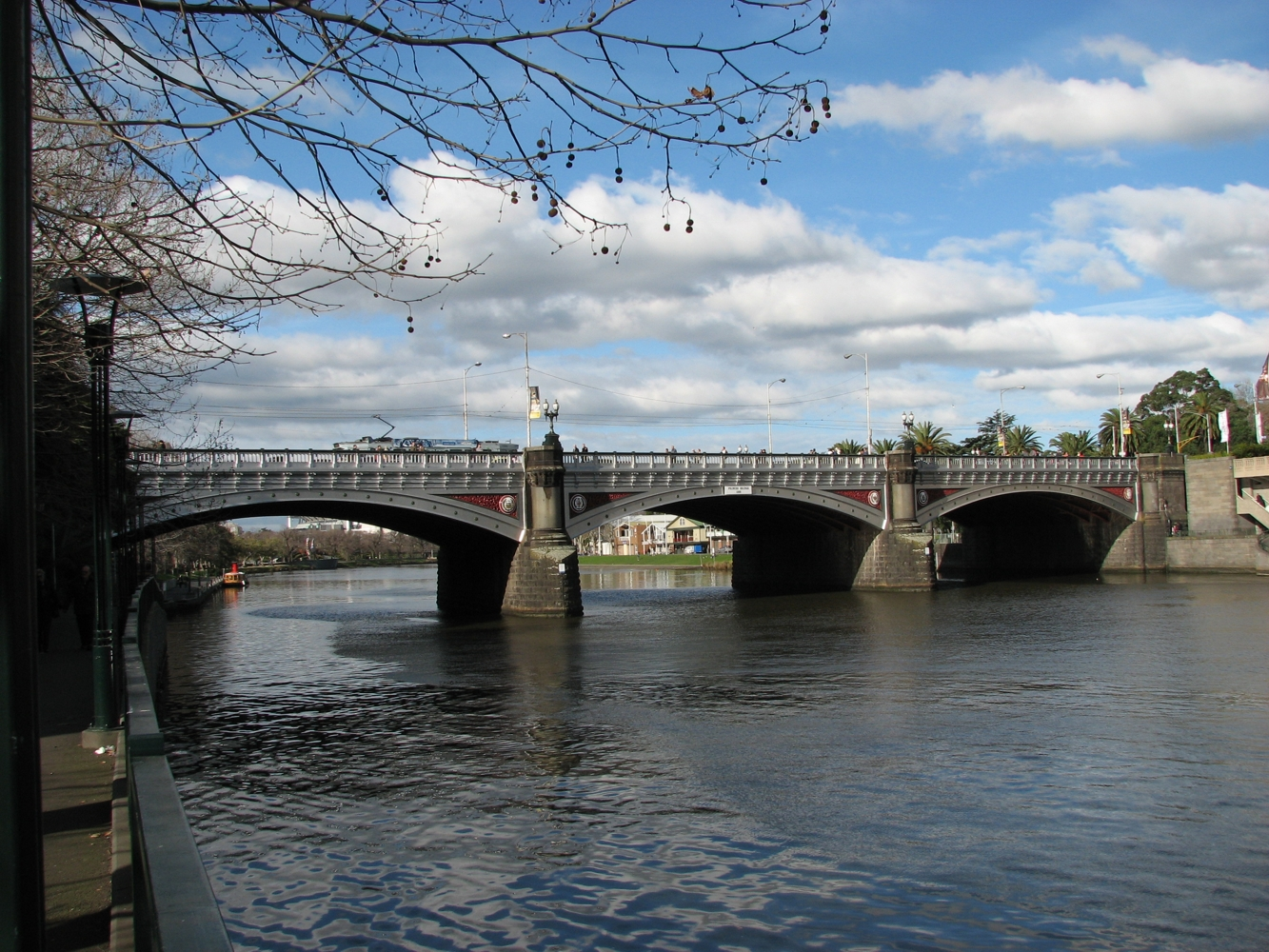
Le pont Princes
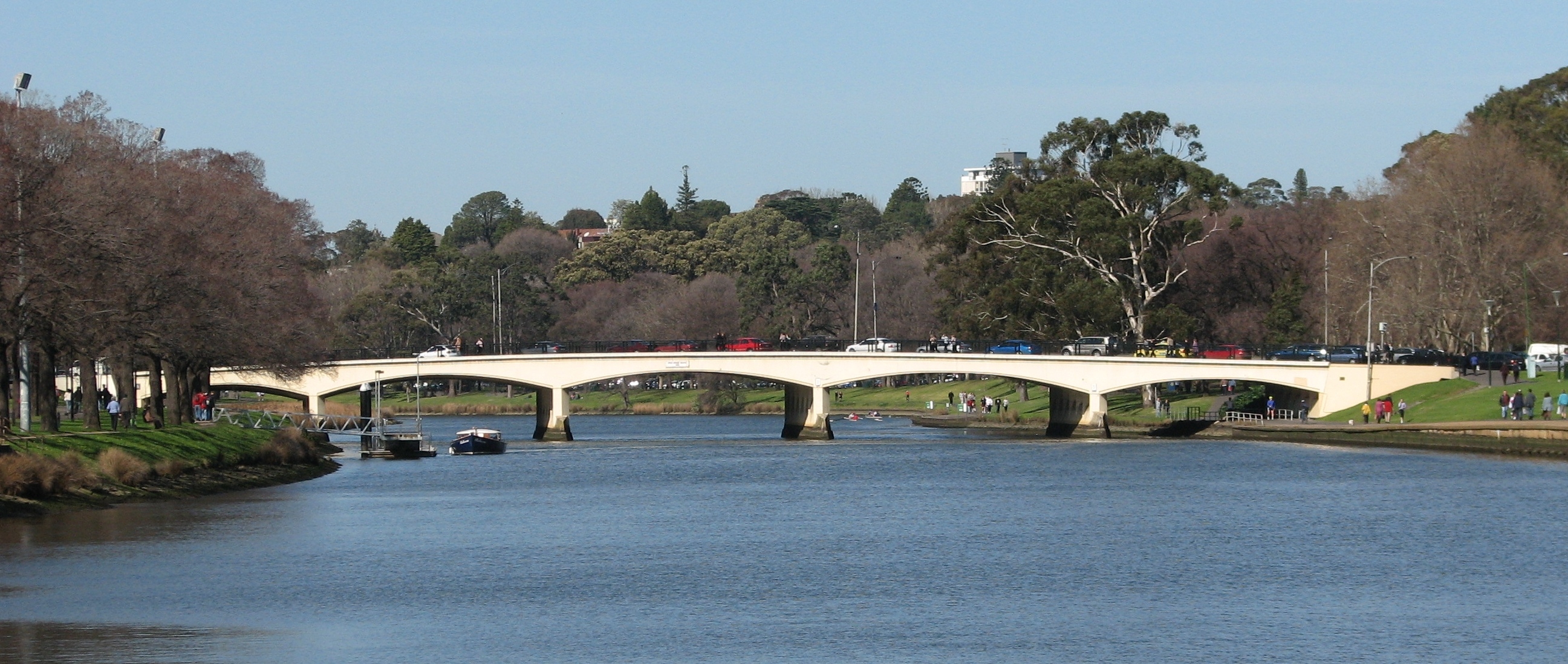
Le pont de Swan Street
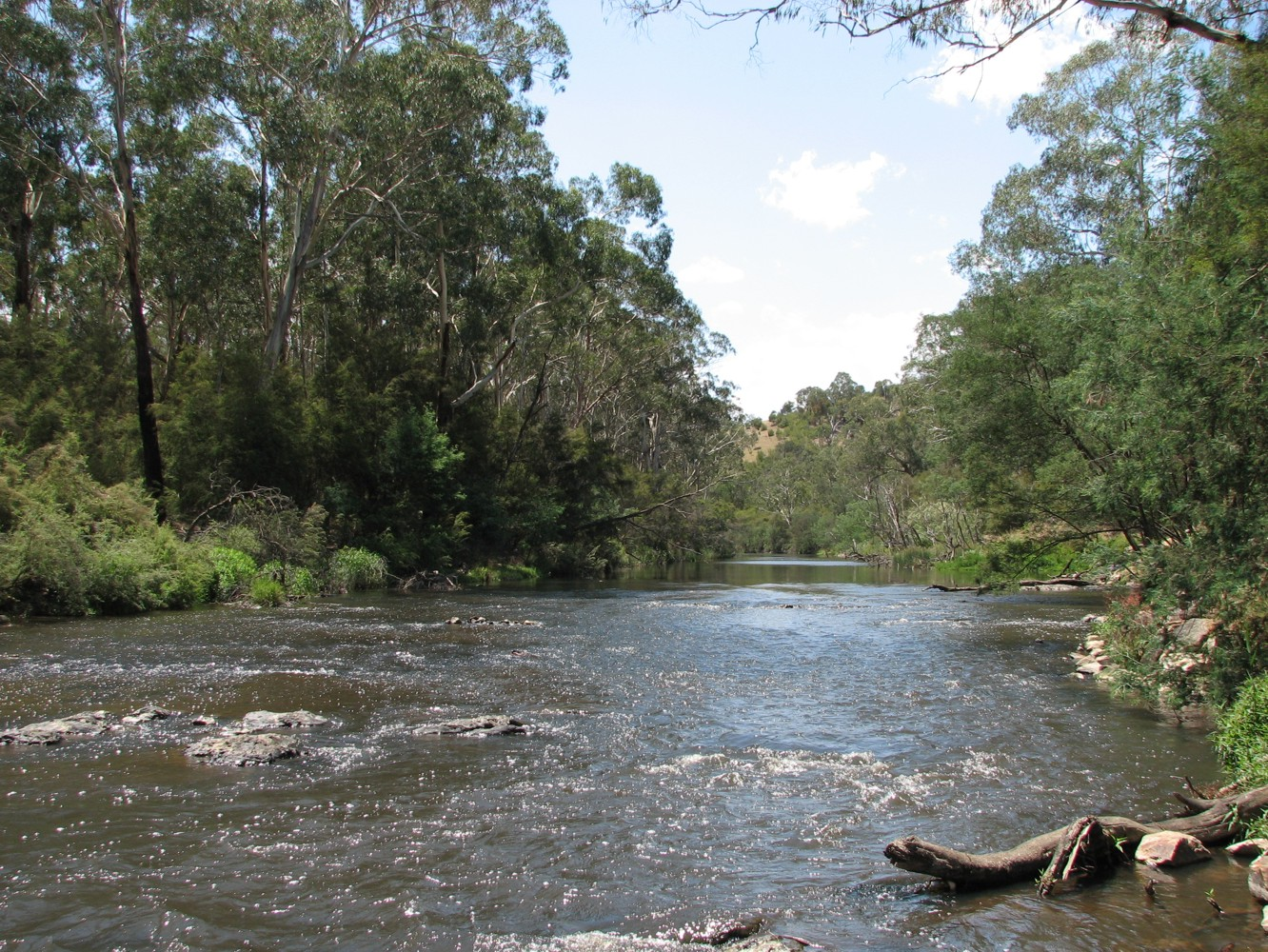
Le fleuve dans le parc Wonga
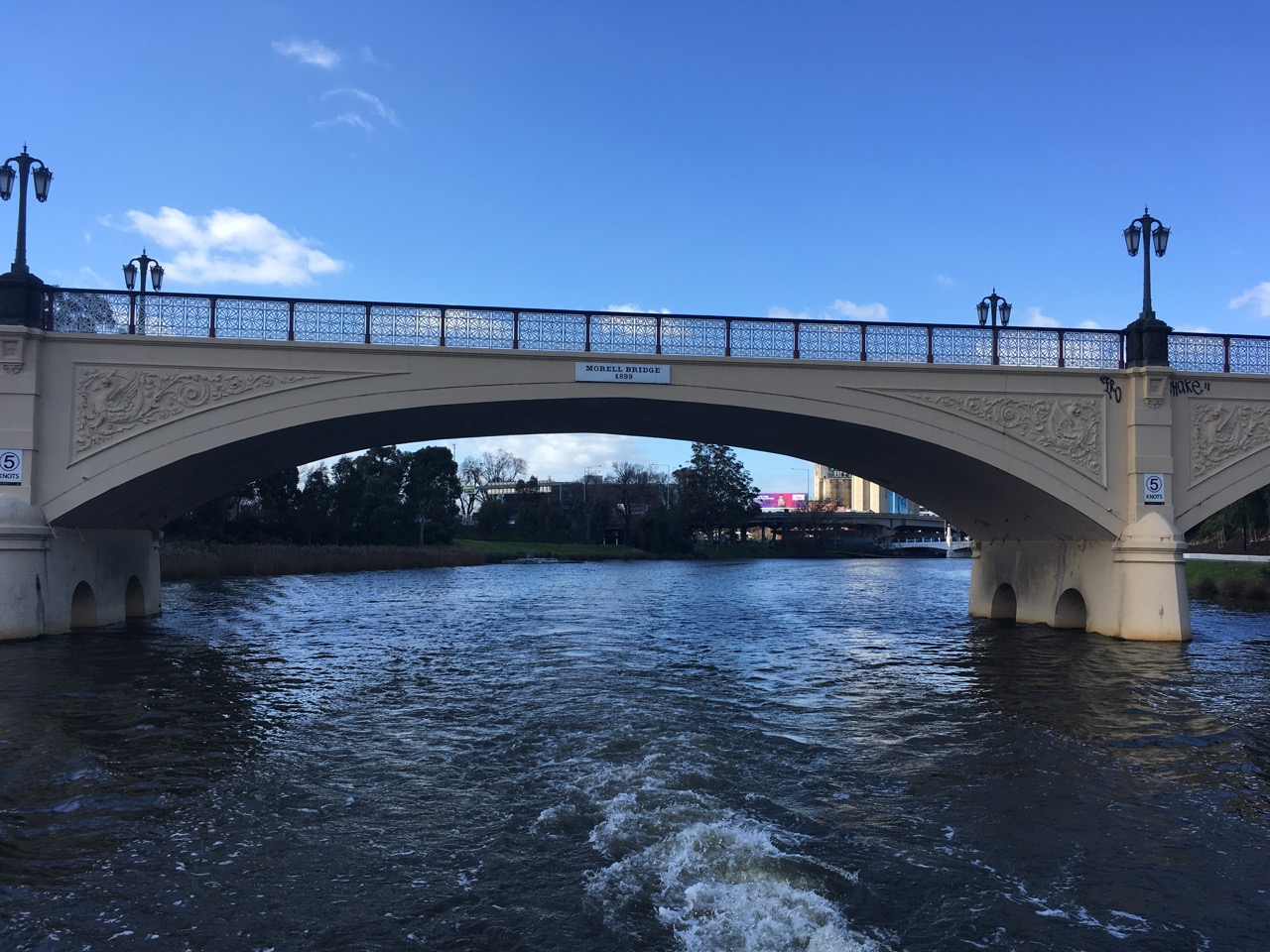
Morell Bridge (1899) à Melbourne